# Маленькая Италия (Монреаль)
Маленькая Италия (англ. Little Italy,  фр. La Petite-Italie, итал. Piccola Italia) — микрорайон в Монреале в боро Роземон — Ла-Петит-Патри к югу от микрорайона Вильрей и парка Жарри; занимает территорию бульвара Сен-Лоран между улицами Жан-Талон и Сент-Зотик.
«Маленькая Италия» — место компактного проживания итало-канадцев в Монреале. Здесь расположены итальянские магазины и рестораны, продуктовый рынок Жан-Талон и католическая церковь Богоматери Защитницы, возведённая иммигрантами-итальянцами, прибывшими в Монреаль из Кампобассо в Молизе.
Монреаль занимает второе место по численности итало-канадцев в стране после Торонто. По данным статистической службы Канады за 2016 год в городе проживали 101 230 человек итальянского происхождения.

## История
Первые итальянцы на территории Квебека появились в начале XIX века; большинство из них были офицерами и солдатами Кариньян-Сальерского полка армии французского королевства, меньшинство — торговцами и ремесленниками, происходившими в основном из северных регионов Италии. В XIX веке иммиграция из Италии в Канаду приобрела широкий масштаб. Теперь большинство иммигрантов были мужчинами-фермерами из южных регионов Италии. Они работали на железных дорогах, шахтах и деревообрабатывающих предприятиях. Многие из них не планировали оставаться в Канаде и вернулись на родину.
В начале XX века состав иммигрантов снова изменился. Теперь это были постоянные резиденты и те, кто ехал в Канаду с целью воссоединения семьи. Большинство иммигрантов работали на строительстве и обслуживании железных дорог — Канадской тихоокеанской и Большой магистральной. В городах иммигранты селились компактно, строили церкви и школы, открывали коммерческие заведения.
Самая многочисленная волна итальянцев-иммигрантов прибыла в Канаду после окончания Второй мировой войны. В период с 1946 по 1960 год тысячи рабочих и крестьян из Италии прибыли на трансатлантических лайнерах в порты Монреаля и Галифакса (из Галифакса на поездах они добирались до Монреаля). Большинство из них поселилось возле рынка Жан-Талон и церкви Богоматери Защитницы, таким образом основав микрорайон «Маленькая Италия».
С 1961 по 1975 год иммиграция диверсифицировалась и характеризовалась высокой долей рабочих на производстве и в строительстве. После 1970-х годов произошло резкое снижение иммиграции из Италии в Канаду.

## Территория
Рядом с Маленькой Италией находится парк Жарри. На территории самого микрорайона расположен парк Данте, ограниченный улицами Данте на севере, Гаспе на западе и Альма на востоке. Парк был открыт 26 июня 1963 года в честь полувекового юбилея со дня открытия итало-канадского прихода — церкви Богоматери Защитницы. Парк расположен напротив храма. Сама церковь с 2002 года является Национальным историческим памятником Канады. Итало-канадский приход появился в Монреале в 1860-х годах. В 1918 году община построила церковь. Внешнее и внутреннее убранство храма было создано художником Гвидо Нинкери, на работу которого повлияла структура типичной итальянской приходской церкви эпохи Возрождения.
Также на территории микрорайона находится продуктовый рынок Жан-Талон, известный также под названием Меркато. Он расположен в самом центре «Маленькой Италии». Рынок был открыт в 1933 году и назван в честь Жана Талона, второго интенданта Новой Франции. В начале 2000-х годов здесь были проведены многочисленные ремонтные работы, в результате чего большая часть рынка стала крытой и появилась подземная парковка. Вход на рынок был снова открыт летом 2005 года.